# 花车优
花车优（日语：／ Hanaguruma Yū，2000年1月28日—）生于香川县，是一名日本男子游泳运动员，主攻蛙泳。身高181公分。他在小学五年级至高中毕业期间一直在家乡坂出市的一家游泳学校内练习游泳。2018年，他进入东洋大学文学部就读，并加入该校的游泳队。花车优职业生涯加入的首家俱乐部为龟甲万，他于2021年10月与该俱乐部正式签约，并于翌年春季正式成为该俱乐部成员。